# Neosho (Wisconsin)
Neosho – wieś w Stanach Zjednoczonych, w stanie Wisconsin, w hrabstwie Dodge.